# Kongo-Brazzavilles damlandslag i volleyboll
Kongo-Brazzavilles damlandslag i volleyboll representerar Kongo-Brazzaville i volleyboll på damsidan. Laget organiseras av Fédération Congolaise de Volley-Ball. De deltog i afrikanska spelen 2015, där de kom på elfte och sista plats.